# 马卡蒂中部经济区
马卡蒂中央商业区（英語： 或 ），是菲律宾一个主要经济地区，位于菲律宾大马尼拉区马卡蒂中部。
1851年，阿亚拉（Ayala）家族以52,800比索的价格自耶稣会教士手中购得此地，其最终成为马卡迪中央商务区，至今仍是马尼拉大都会的主要商业区以及精英阶层住宅区。该地现由马卡蒂商业地产协会（MaCEA）与阿亚拉地产公司（APMC）负责管理。